# Ipomoea setosa

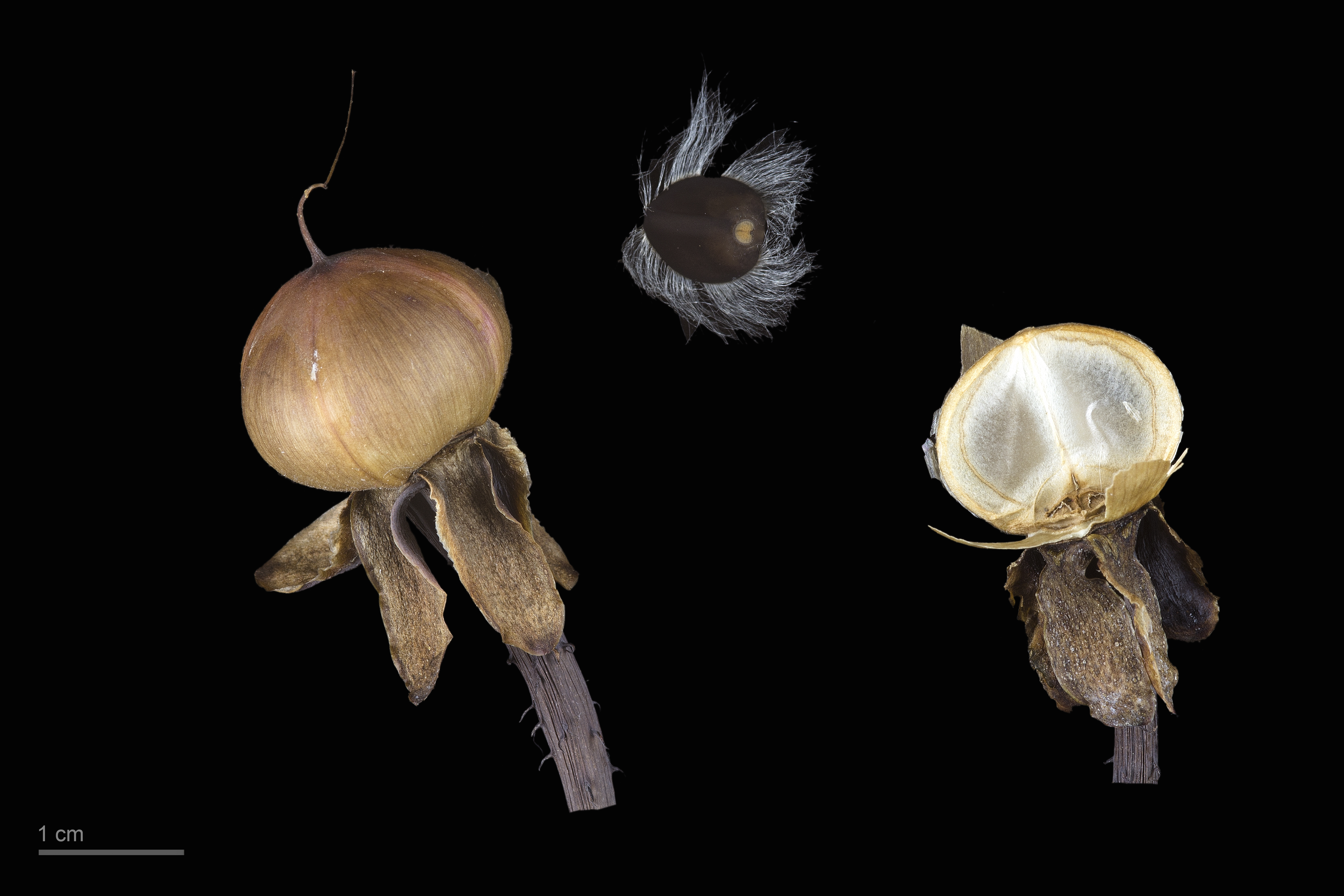
Ipomoea setosa

Ipomoea setosa, deutsch auch Brasilianische Prunkwinde genannt, ist eine Pflanzenart aus der Gattung der Prunkwinden (Ipomoea) aus der Familie der Windengewächse (Convolvulaceae). Die Art ist in Amerika verbreitet.

## Beschreibung
Ipomoea setosa ist eine große krautige Kletterpflanze. Ihre kräftigen Stängel sowie die Blattstiele sind borstig mit etwas fleischigen Trichomen behaart. Die Blattspreite ist groß und breit, etwa 10 bis 20 cm lang und tief drei- bis siebenfach gelappt. Die Basis ist herzförmig. Die Blattlappen sind eiförmig oder lanzettlich, lang zugespitzt.
Die Blütenstände bestehen aus drei bis zwölf Blüten. Die Blütenstandsstiele sind genauso lang wie oder länger als die Blattstiele, sie sind dick, fleischig und borstig behaart. Die Kelchblätter sind langgestreckt, abgestumpft, fast lederig und borstig behaart, zur Blütezeit 10 bis 14 mm lang und an der Frucht vergrößert. Die Krone ist pink oder violett gefärbt und 5 bis 6 cm lang.
Die Früchte sind vierkammerige Kapseln mit einer Länge von 1,5 bis 2 cm. Sie enthalten vier Samen, diese sind seidig behaart.

## Verbreitung
Die Art ist in Mexiko, Guatemala, Britisch-Honduras, Honduras, Nicaragua und im tropischen Südamerika verbreitet. Sie wächst dort in feuchten Dickichten und an Waldrändern in Höhenlagen unter 400 m.